# Церковь Иль-Реденторе
Церковь Иль-Реденторе, Сантиссимо-Реденторе (итал.  La basilica del Redentore, Chiesa del Santissimo Redentore, Il Redentore) — церковь во имя Христа-Искупителя (итал. Redentore — Искупитель, Избавитель, Спаситель) в Венеции на острове Джудекка, возвышающаяся над каналом, ведущим к Пьяццетте. Наряду с Санта-Мария-делла-Салюте (базилики во имя Святой Марии Спасительницы) это одна из двух обетных церквей в Венеции, пожертвованных Синьорией ради спасения жителей города от эпидемии чумы. Это также монастырская церковь пристроенного монастыря капуцинов. Каждый год в 3-е воскресенье июля в память о спасении от чумы, поразившей город в 1575 году, отмечается «Феста дель Реденторе».
Базилика дель Реденторе также является выдающимся памятником архитектуры, спроектированным Андреа Палладио в 1576 году. В церкви по венецианскому обычаю хранятся многие произведения искусства: картины Тинторетто, Паоло Веронезе, Якопо Пальмы Старшего, Якопо Пальмы Младшего, Франческо Бассано, Альвизе Виварини, Пьетро Делла Веккья, Лаццаро Бастиани, Карло Сарачени, Леандро Бассано, Франческо Биссоло, Рокко Маркони.
Фасад городского Собора (Duomo) в Виллафранка-ди-Верона почти в точности копирует палладианский фасад Иль Реденторе. Церковь является частью ассоциации «Chorus Venezia» (некоммерческая организация по сохранению церквей Венеции).

## История
4 сентября 1576 года Сенат Венеции поклялся построить церковь в честь Искупителя если город будет спасён от чумы, унёсшей жизни около четверти населения Венеции, в то время это почти 50 000 человек. Строительство церкви было одобрено дожем Себастьяном Веньером и Большим Советом и поручено архитектору Андреа Палладио.
В том же году Палладио, который в то время участвовал в строительстве церкви Сан-Джорджо-Маджоре, разработал планы здания. Первый камень был заложен 3 мая 1577 года, а 21 мая того же года состоялось торжественное шествие по понтонному настилу, построенному от Пьяццетты через канал Джудекка, к временному алтарю на месте будущей церкви. К лету того же года чума исчезла из города. С 1580 года, года смерти Палладио, строительство продолжал Антонио да Понте. Оно было завершено в 1592 году.

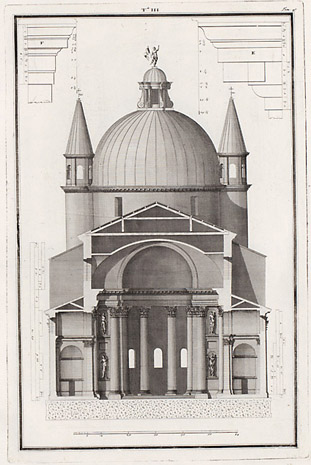
Церковь Реденторе. Разрез по секции 2. Чертёж О. Бертотти-Скамоции. 1783

С XVI века в Венеции каждый год в 3-е воскресенье июля в память о спасении от чумы, поразившей город в 1575 году, отмечается «Феста дель Реденторе». После праздничного фейерверка, дож и сенаторы посещают церковь, пройдя по понтонному мосту, который наводят от набережной Дзаттере через пролив прямо до церкви, где Патриарх Венеции благословляет город. Затем проходит торжественная месса, после чего проводятся регаты на типично венецианских гондолах.
По настоянию папы Григория XIII после освящения церковь была отдана ордену Капуцинов, и до настоящего времени небольшое количество монахов проживает в монастыре, пристроенном к церкви.

## Архитектура
Церковь Иль Реденторе считается одной из вершин творческой карьеры Андреа Палладио. Сенат требовал центрическое сооружение, поскольку именно так по традиции возводили вотивные (обетные) и мемориальные сооружения. Палладио представил два варианта: центрической и базиликальной церкви. После обсуждения план центрического здания был отклонён, поскольку базилика с одним широким нефом более соответствовала требованиям Тридентского собора. Палладио также стремился к единству архитектурного решения двух высотных доминант в панораме южной части города: незначительно отстоящих друг от друга церквей Сан-Джорджо-Маджоре и Реденторе. Их купола и фасады схожи.
Интерьеры двух церквей также почти идентичны. Палладио спроектировал однонефную базилику с тремя капеллами по каждой из сторон нефа, с фасадом, в котором видят парафраз на тему Римского Пантеона, хотя более обоснована концепция, согласно которой Палладио разрабатывал тему «римского фасада», аналогичную фасаду базилики Сан-Джорджо-Маджоре (проект 1566 года) на тему древнеримских триумфальных сооружений.
Фасад церкви имеет свой секрет. Общая высота составляет четыре пятых от его общей ширины, а ширина центральной части составляет пять шестых его высоты. Над треугольным фронтоном, как и в римском Пантеоне, имеется аттик, а по обе стороны центральной части фасада видны отрезки двускатной кровли, образующих ещё по два зрительных треугольника с каждой стороны, рифмующихся с большим треугольником фронтона, в который, чуть ниже вписан ещё один, малый треугольный фронтон портала, и в дополнение к этим зрительным рифмам имеются ещё два миниатюрных лучковых фронтона над нишами со статуями. Такую композицию иногда определяют как «три вложенных друг в друга фасада храма». Схожую игру форм Палладио осуществил и в церкви Сан-Джорджо, и в этом, во многом, кроется секрет «полиморфной гармонии палладианства».
Прост и выразителен интерьер церкви. Как и в церкви Сан-Джорджо-Маджоре здесь царствует белый цвет, обилие света достигается большими термальными окнами боковых капелл и верхних частей нефа. Апсиду образует колоннада коринфского ордера, оформляющая главный алтарь и, одновременно, открывающая пространство, расположенного за алтарём хора. Короткий трансепт сливается с обширным, пронизанным светом, подкупольным пространством. В результате образуется совершенно оригинальная композиция, в которой соединены элементы центрического и базиликального здания.

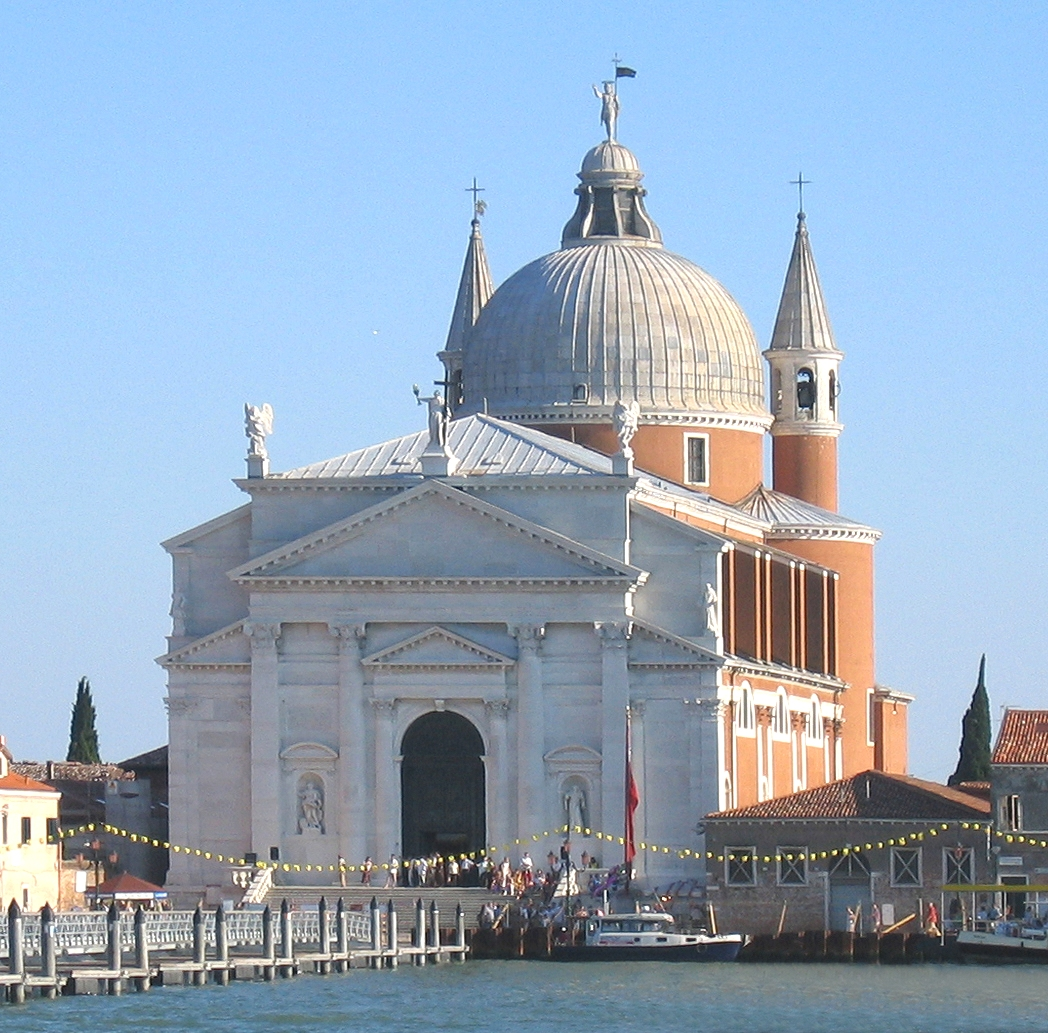
Церковь Иль Реденторе и понтонный мост
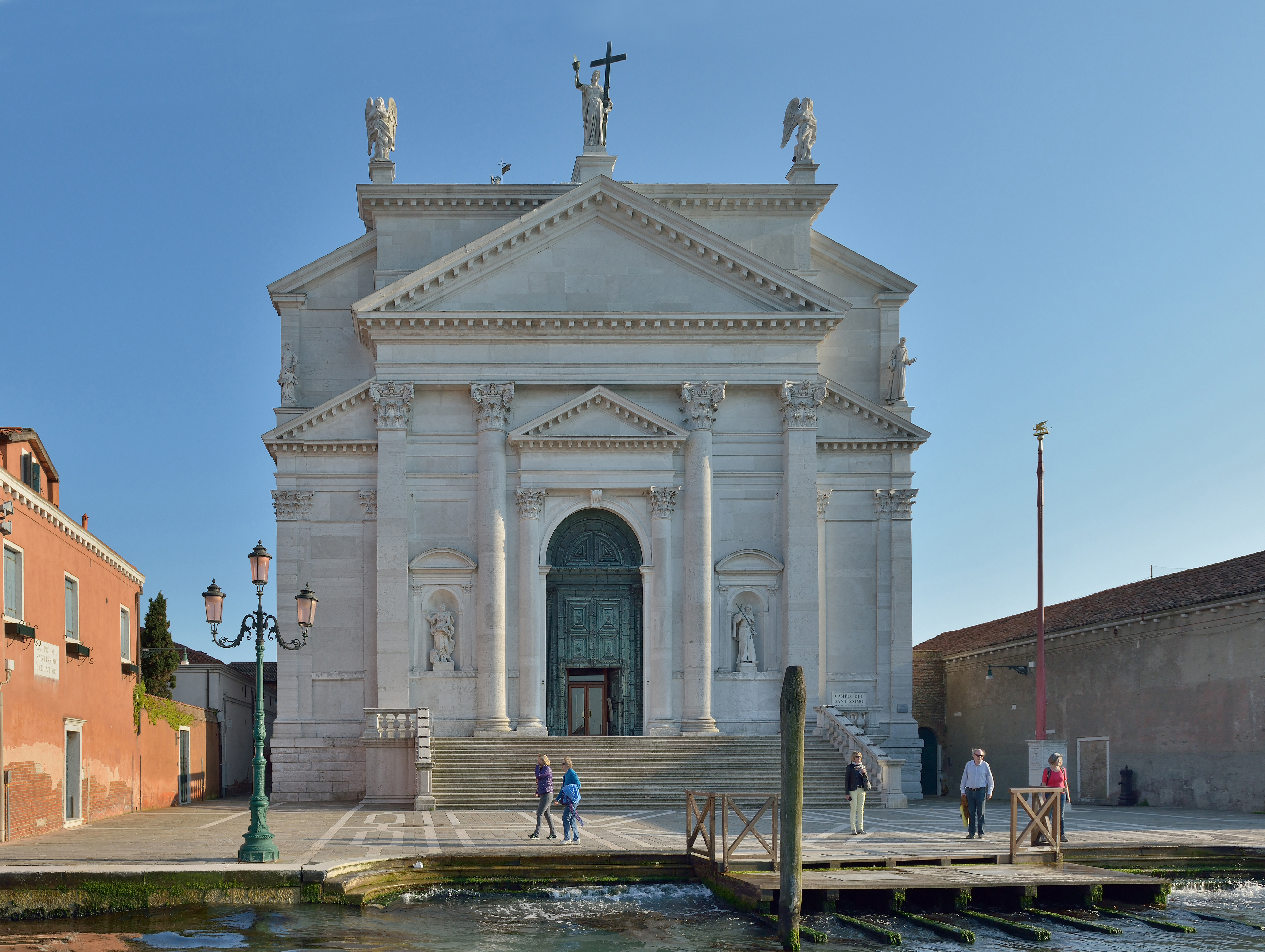
Главный фасад
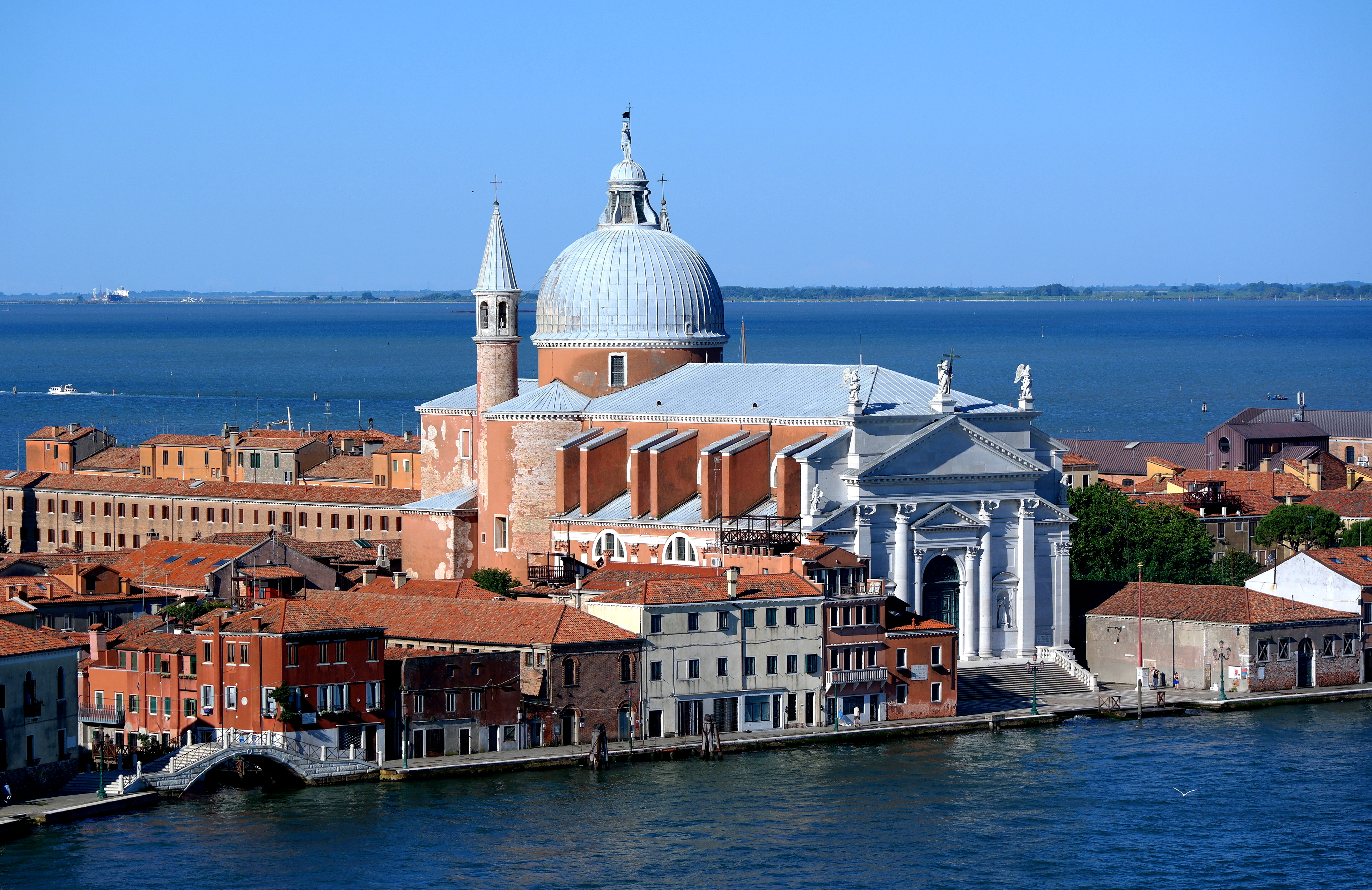
Вид «с птичьего полёта»
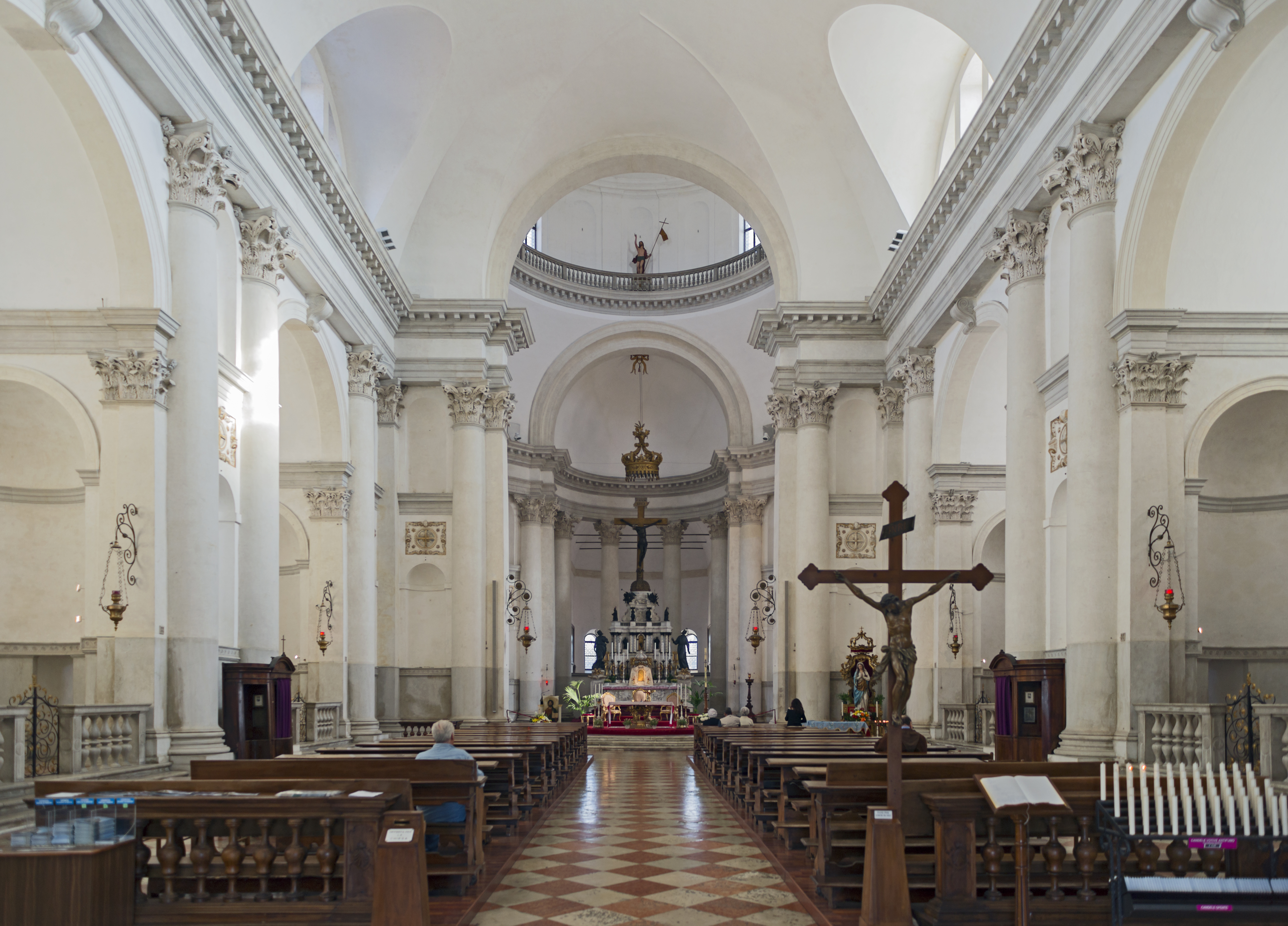
Интерьер церкви
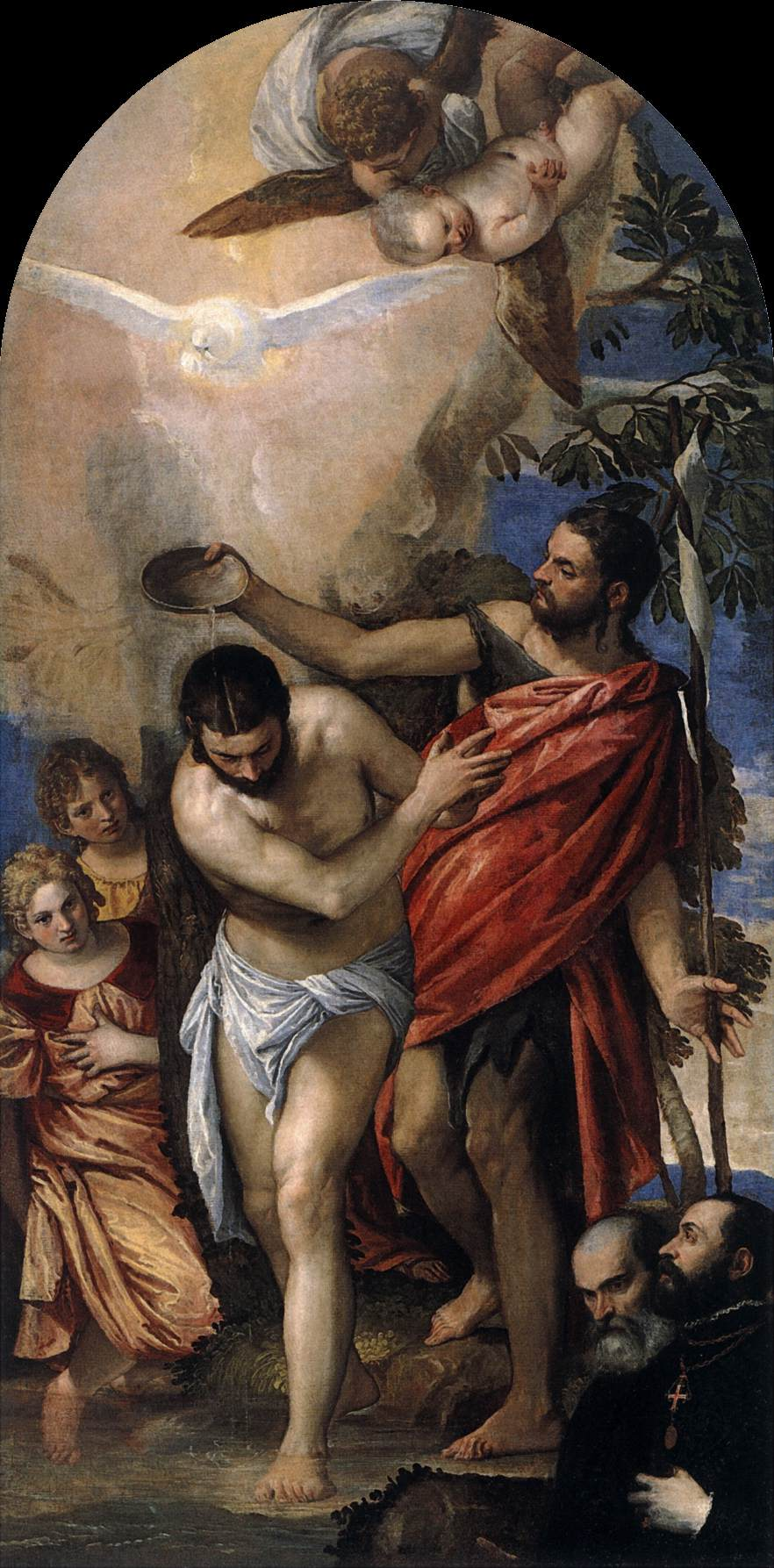
Веронезе. Крещение Христа. 1561. Холст, масло
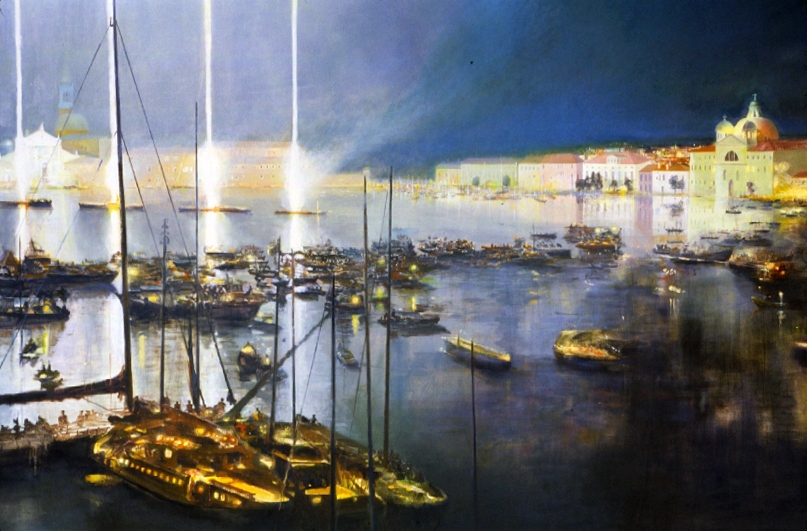
С. Р. Морозини. Феста дель Реденторе. 1995. Холст, масло